# Naturaliste (navire)

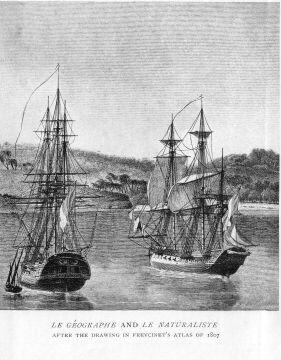
Deux des navires de l'expédition Baudin : le Naturaliste et le Géographe.

Le Naturaliste est une gabare française de la classe Salamandre lancée en 1795 sous le nom de la Menaçante. Elle est baptisée le Naturaliste en 1800 et  commandée par Emmanuel Hamelin, alors capitaine de frégate. Ce fut, avec le Géographe, l'un des deux principaux navires grâce auxquels le capitaine Nicolas Baudin conduisit son expédition aux Terres australes au départ du Havre le 19 octobre 1800. Elle fut de retour au Havre en juin 1803.

## État-major au départ du Havre
- Emmanuel Hamelin, commandant de bord, capitaine de frégate
- Bertrand Bonnié, lieutenant de vaisseau
- Pierre Bernard Milius, lieutenant de vaisseau
- Louis de Freycinet, enseigne de vaisseau
- Jacques de Saint-Cricq, enseigne de vaisseau
- François Heirisson, enseigne de vaisseau
- Antoine-Furcy Picquet, enseigne de vaisseau, embarqué sur Le Géographe en avril 1801, débarqué à Timor en août 1801
- Jérôme Bellefin, chirurgien de 2e classe

Ces officiers sont assistés de neuf aspirants: Charles Moreau (1re classe) ; Julien Billard (1re classe) ; Étienne-Stanislas Giraud (1re classe) ; Étienne-Henri Mengin du Val d'Ailly (2e classe) ; André Bottard (2e classe) ; Joseph Ransonnet (2e classe) ; Victor Couture (2e classe) ; Étienne Isabelle (2e classe) ; François Collas (pharmacien).

## Chronologie

### Le départ de l'expédition
Le 18 octobre, le navire tenta une sortie du port sur les ordres de Nicolas Baudin, qui craignait de ne pas profiter de l'eau qui lui avait manqué lors de la marée du 7 octobre. Il dut revenir au vieux bassin vers dix heures à cause des vents contraires. Le lendemain, en revanche, il parvint à quitter Le Havre sans effort suivi du Géographe et d'une corvette américaine ramenant des ambassadeurs des États-Unis dans leur pays.
Le 25 octobre, le temps devint rude et une inondation eut lieu dans la chambre de Jean-Baptiste Bory de Saint-Vincent, qui dut déplacer sa couche ailleurs. À compter de ce moment, le Naturaliste présenta du mal à suivre Le Géographe, qu'il perdit de vue vers deux heures du matin. Pour se faire rattraper, Nicolas Baudin fit carguer une partie des voiles de son propre vaisseau et les maintint ainsi durant la suite de l'expédition.

### Voyage de retour
- Décembre 1802: Le Naturaliste se sépare du Géographe à l'île King (actuelle Tasmanie) pour rapporter les premières collections en France[4]
- Relâche à l'île de France du 3 au 10 février 1803[5]
- Arrivée au Havre: 7 juin 1803 (18 prairial an XI)[4]

## Fin de carrière
Le navire est rayé des listes en 1810 et vendu en 1811.